# Electrómetro

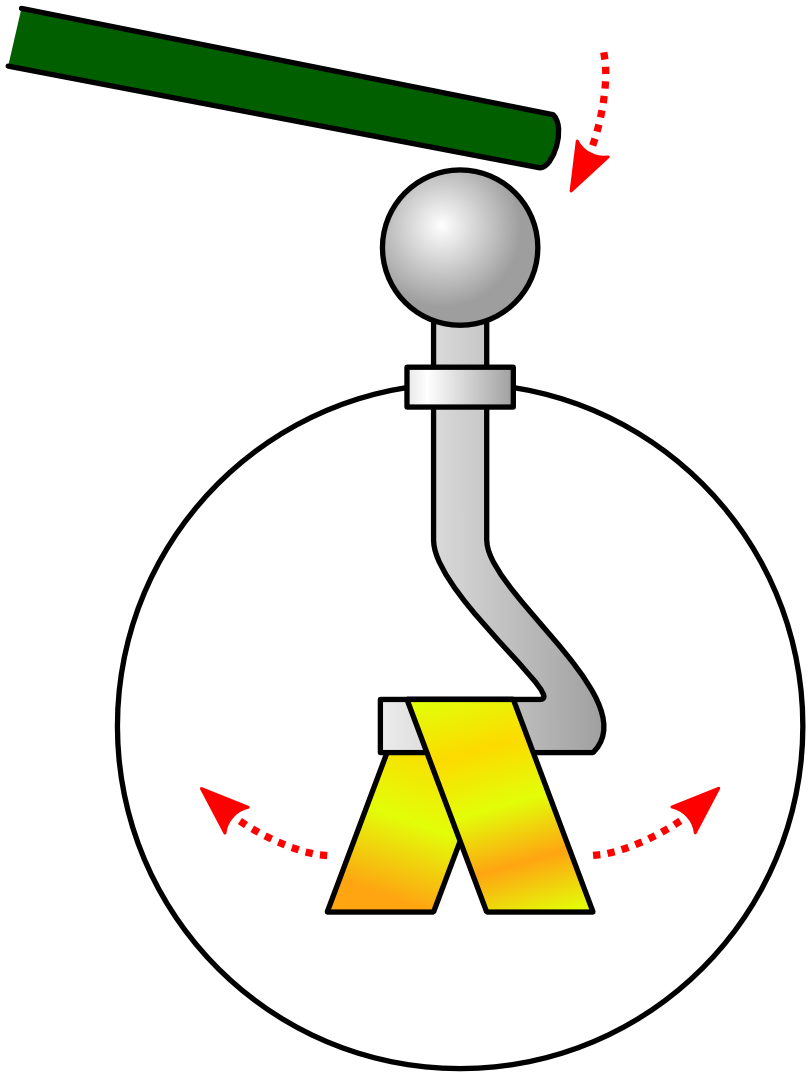
Imagen de un electroscopio

Se denomina electrómetro a un electroscopio dotado de una escala. Los electrómetros, al igual que los electroscopios, han caído en desuso debido al desarrollo de instrumentos electrónicos de precisión.
Uno de los modelos de electrómetro consiste en una caja metálica en la cual se introduce, debidamente aislada por un tapón aislante, una varilla que soporta una lámina de oro muy fina o una aguja de aluminio, apoyada en este caso de tal manera que pueda girar libremente sobre una escala graduada.
Al establecer una diferencia de potencial entre la caja y la varilla con la lámina de oro (o la aguja de aluminio), esta es atraída por la pared del recipiente. La intensidad de la desviación puede servir para medir la diferencia de potencial entre ambas.

## Historia
En 1909 el físico y sacerdote jesuita alemán Theodor Wulf desarrolló el primer electrómetro, un instrumento diseñado para medir la tasa de producción de iones dentro de un contenedor sellado herméticamente. Wulf usó este instrumento para demostrar que los niveles de radiación ionizante en la cúspide de la Torre Eiffel eran mayores que en su base. Sin embargo su artículo publicado en Physikalische Zeitschrift no encontró amplia aceptación.

## Tipos
- Electrómetro absoluto de lord Kelvin: Los  potenciales  V y V', cuya diferencia se trata de medir, son aplicados a dos platillos A y B horizontales paralelos. El disco A, más pequeño, se halla rodeado por un anillo de guarda o anillo protector que, al estar al mismo potencial que A, suprime la diferencia de los bordes. La diferencia  V - V' se deduce de la distancia Σ a la que es preciso colocar el disco B para que el resorte del muelle ED alcance una tensión conocida F:

V-V' = Σ √2f/ΣS'
donde S es la superficie del disco A y Σ la permitividad del aire.
- Electrómetro de cuadrantes de lord Kelvin: Consiste en una caja metálica, cilíndrica y plana, dividida en el sentido de dos diámetros que se cruzan en ángulo recto. En el interior de los cuatro cuadrantes así formados, aislados entre sí, puede oscilar una aguja plana de aluminio, en forma de 8, suspendida en un filamento metálico. Los cuadrantes opuestos están conectados eléctricamente, y cada uno de los pares es puesto en comunicación con cada uno de los cuerpos entre los que se mide la diferencia de potencial. La aguja está conectada bien a uno de los pares del cuadrante (método idiostático), bien a una fuente eléctrica auxiliar de potencial constante (método heterostático). Llamado c y C las capacidades respectivas de la aguja y de los cuadrantes  y V, V1,V2 los respectivos potenciales de la aguja y de cada par de cuadrantes, se tiene, entre estos valores y el ángulo de desviación   de la aguja, la relación:

sen =c (V1-V2): (V- V1+V2).
- Electrómetro de filamento de Hankel: Lleva, como parte móvil, por un filamento muy fino de platino (de 1 a 2 u de diámetro), cuyas desviaciones o desplazamiento, entre dos potenciales opuestos, se miden valiéndose de un visor con ocular micrométrico, que permite detectar diferencias de potencial del orden de 1/100 de voltio.
- Electrómetro de condensador vibrante: En este tipo de electrómetros se utiliza un condensador de armadura móvil  que se hace vibrar de forma sinusoidal. Las variaciones de capacidad engendran una corriente o una variación de potencial alternos, relativamente fáciles de ampliar y medir.

Por su débil corriente de salida, los electrómetros  están especialmente adaptados  para medir las cargas eléctricas que intervienen en las transformaciones radiactivas o que los rayos ionizantes liberan en el aire (k, α, β, y).